# Кебах, Карл Антонович
Карл Антонович Кебах (нем. Carolus Antonius Keebach; 7 августа 1799, Зигмаринген — 5 мая 1851, Ливадия) — ботаник, растениевод, садовод. С декабря 1824 по апрель 1851 года создавал Воронцовский парк в Алупке. Главный садовник Южного берега Крыма.

## Биография

### Династия садовников Кебахов
Родился в Зигмарингене в семье старшего придворного садовника князей Гогенцоллернов-Зигмарингенов — Августа Кебаха (14.08.1770 — 24.10.1834) и его жены Марии Анны, урожденной Паммерт из Хехингена (1781 — 28.11.1838).
В течение трех столетий с XVIII по XX века все Кебахи, исключая Карла-Антона, служили садовниками у себя на родине в Германии. Из них Юлиуш (1838—1913) и, вероятно, его сын Макс (1877—1944) наследовали должность старшего садовника Зигмарингена, и только последний из потомков — еще один Макс Кебах (1911—1984) — переехал в Вену и стал работать садовником в парке знаменитого замка Шёнбрунн.

### На службе у М. С. Воронцова в Алупке
В самом конце лета 1824 года Августу-Карлу предложили поступить на службу к генерал-губернатору Новороссийского края графу Михаилу Семёновичу Воронцову (1782—1856) в только что приобретенное имение в Крыму.
В 1828 году на западной границе парка, рядом с питомником и теплицами ему построили небольшой уютный домик из трех комнат в готическом стиле, изображенный на литографии Массимо Гаучи 1830 года.
В 1826 году Алупку посетил таврический губернатор Дмитрий Васильевич Нарышкин и остался доволен увиденным, о чем и сообщил Михаилу Семёновичу Воронцову:
Садовник Кебах очень трудолюбивый и знающий, уже прочистил сады и сделал новые дороги.
Речь шла о верхнем участке парка, приобретенном у полковника Ф. Ревелиоти, там произрастали кипарисы, посаженные в 1780-е годы  по приказанию светлейшего князя Григория Александровича Потемкина-Таврического, который намеревался по совету своего английского садовника Уильяма Гульда сделать из Алупки ботанический сад. Через год сюда прибыл сам Ревелиоти.
Выполняя волю владельцев — сделать из Алупки «зимний сад под открытым небом», он сажал множество экзотических деревьев, одновременно испытывая их на приживление в новой для них природной среде. Из отчетов управляющих видно, что Кебах поддерживал самые тесные отношения со многими известными ботаническими садами России и Европы, а также с наиболее крупными питомниками и постоянно контактировал со вторым директором Императорского Никитского эконом-ботанического сада Николаем Андреевичем Гартвисом (1792—1860), от которого получал редкий посадочный материал. Все, что нового появлялось в Никите, тут же перекочевывало в Алупку. В этом отношении она была вторым после Никиты местом интродукции растений в Крыму.
Уже в начале 1830-х годах Кебаха называют Главным садовником Южного берега Крыма, и все окрестные помещики звали его к себе консультировать посадки и планы своих садов и парков. Почерк Кебаха и его сына еще и сейчас можно распознать в старинных парках, некогда принадлежавших Воронцовым или их близким родственникам — Нарышкиным и Потоцким.
В 1829 году в подчинении у него находилось только два ученика, которым платили по 300 руб. в год, а в 1836 из отчетов экономии можно узнать, что за ним числилось три ученика с таким же жалованием, один с оплатой 144 рубля и два, получавшие всего по 120 рублей в год. Кроме того, для обучения садоводству в 1830 году в имения Воронцовых прислали из Одессы 30 мальчиков в возрасте от 8 до 17 лет. Из них в Алупку назначили 15 самых старших ребят, в Ай-Даниль — 5, в Массандру — 4.
В начале 1839 года в Алупке при непосредственном участии архитектора В. Гунта и Кебаха приступили к большим земляным работам по сооружению террас перед южным фасадом дворца, созданию малых форм архитектуры в пейзажном парке и благоустройству остальной территории усадьбы.

### Семья
Женился Карл Кебах в Алупке на женщине, которую звали Анной. Имел от неё сыновей — Антона и Фридриха и двух дочерей — Шарлотту и Луизу. Старший — Антон появился на свет в Алупке в феврале 1840 года, стал садовником, как и его отец.